# Berth (dessinateur)
Pour les articles homonymes, voir Berth.
 (mai 2015).
Si vous disposez d'ouvrages ou d'articles de référence ou si vous connaissez des sites web de qualité traitant du thème abordé ici, merci de compléter l'article en donnant les références utiles à sa vérifiabilité et en les liant à la section « Notes et références ».
Christophe Bertin dit Berth est un dessinateur caricaturiste français né en 1967, à Lons-le-Saunier et vivant à Besançon.

## Biographie
Berth publie ses premiers dessins en 1991 dans La Grosse Bertha et L'Idiot international avant de collaborer avec Spirou, Fluide glacial, L'Écho des savanes, Zoo, CQFD, Psikopat et L'Humanité. Le Bisontin sort son premier livre intitulé C'est facile de se moquer (éditions Le Chien Rouge) en 2008.
Il obtient en 2015 pour son ouvrage Ça sent mauvais, le prix Charlie Schlingo qui lui est remis par Benoît Delépine. La sortie de l'ouvrage avait été signalée dans le numéro post-attentat de Charlie Hebdo (14 janvier 2015) par le dessinateur Willem.
Il travaille pour les revues suivantes : Siné Mensuel, Mon Quotidien (il succède à Charb), Spirou, L'Est Républicain, Reporterre, CQFD et Alternative libertaire.

## Publications
- C'est facile de se moquer, Le Chien Rouge, 2008
- Flic-Flop, Wygo, 2009.
- Les Expulsables, Hoëbeke, 2010, préface de Siné.
- La Vie de la Rédaction, Play Bac, 2013.
- Ça sent mauvais, Jack is on the road, 2015, Prix Charlie Schlingo 2015[5].
- Profond, Rouquemoute, 2017
- Des hommes tatoués, des scientifiques, etc., Rouquemoute, 2018
- Des gros bûcherons, des poissons, etc., Rouquemoute, 2018
- Des bonshommes de neige, des sportifs, etc., Rouquemoute, 2018
- Carnivores, Éditions Iconovox, 2021
- Bien fait, préface de Lefred-Thouron, Rouquemoute, 2022.

## Galerie

Illustrations de Berth en couverture d'Alternative libertaire.
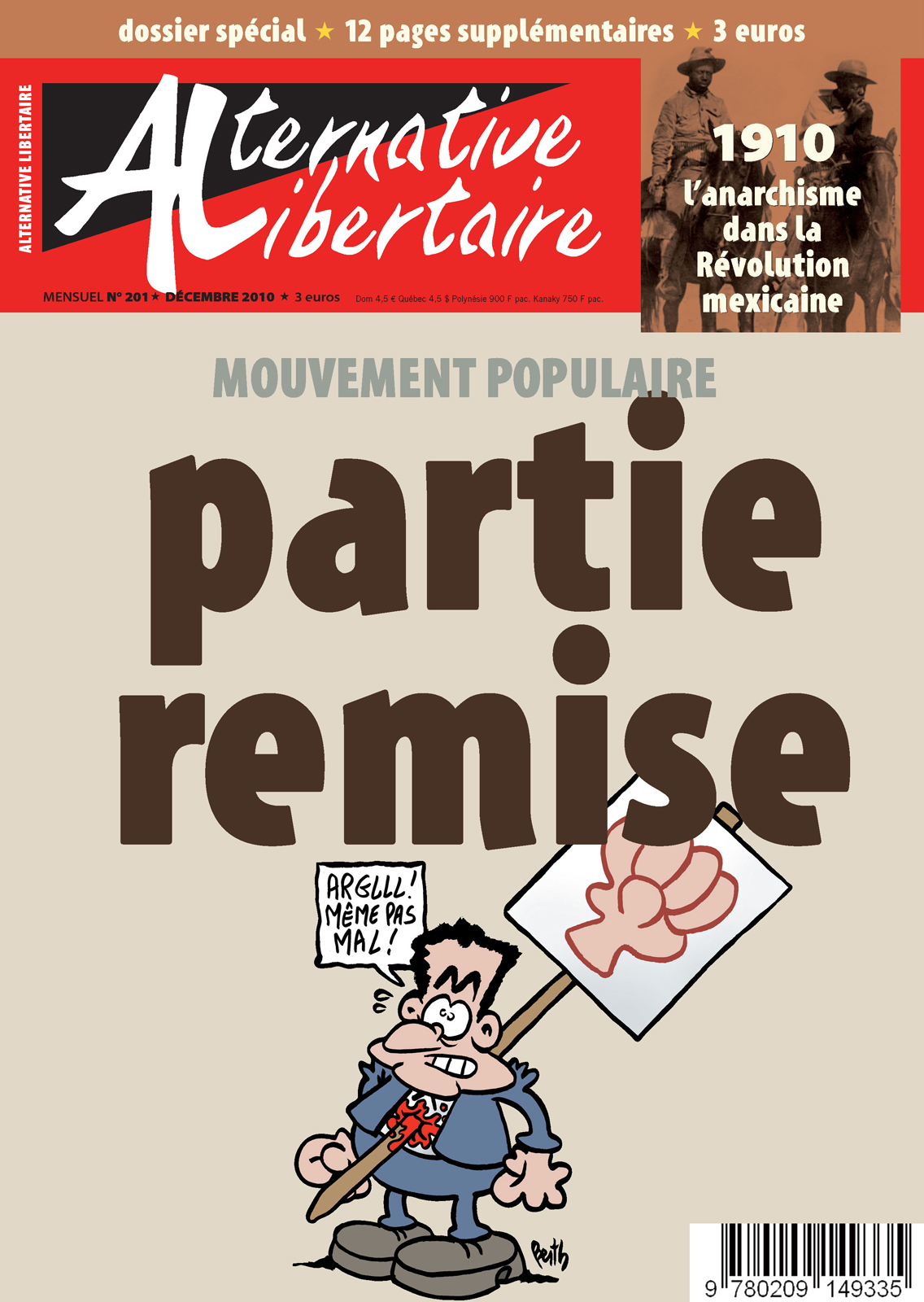
Numéro de décembre 2010.
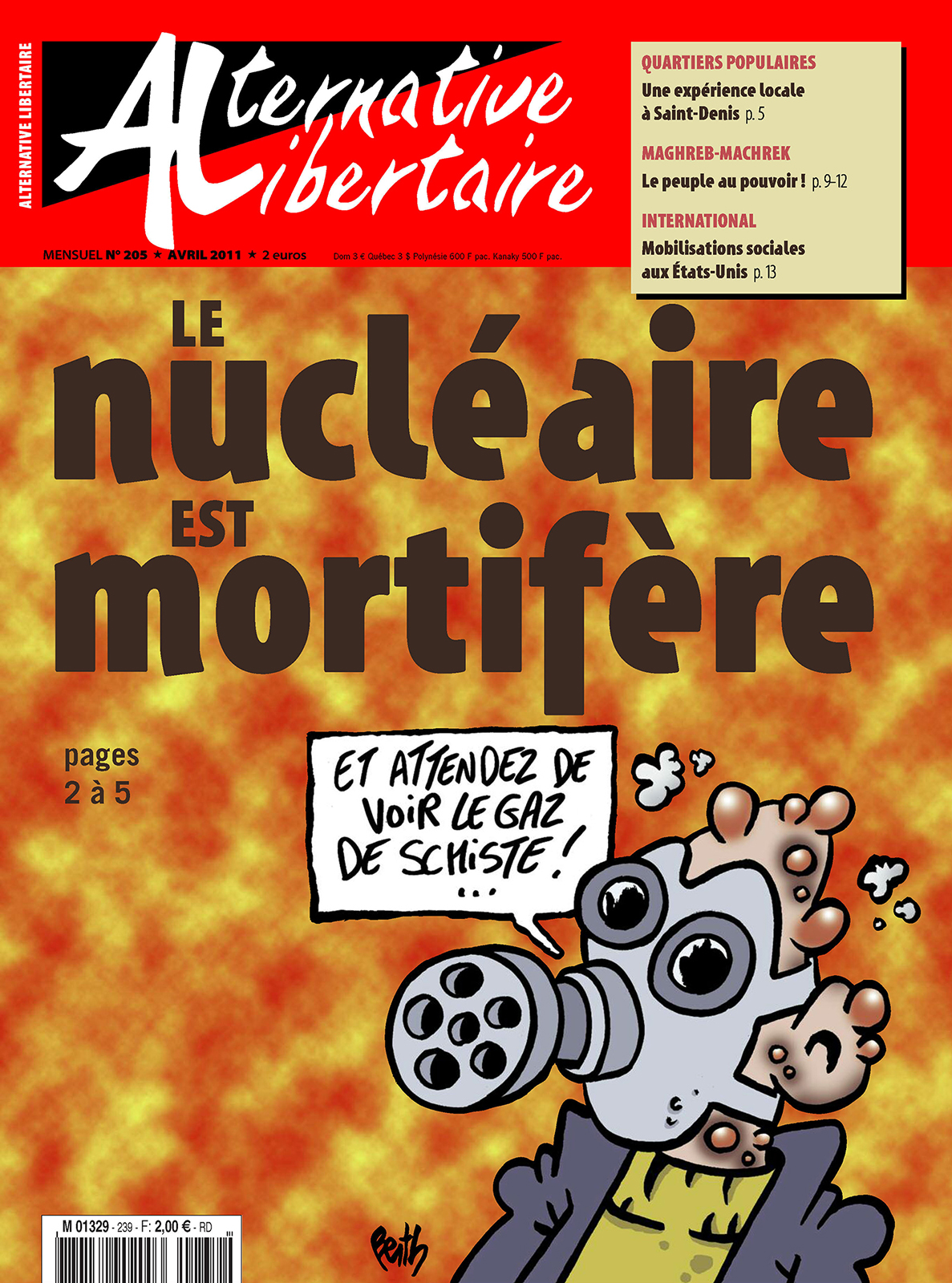
Numéro d'avril 2011.
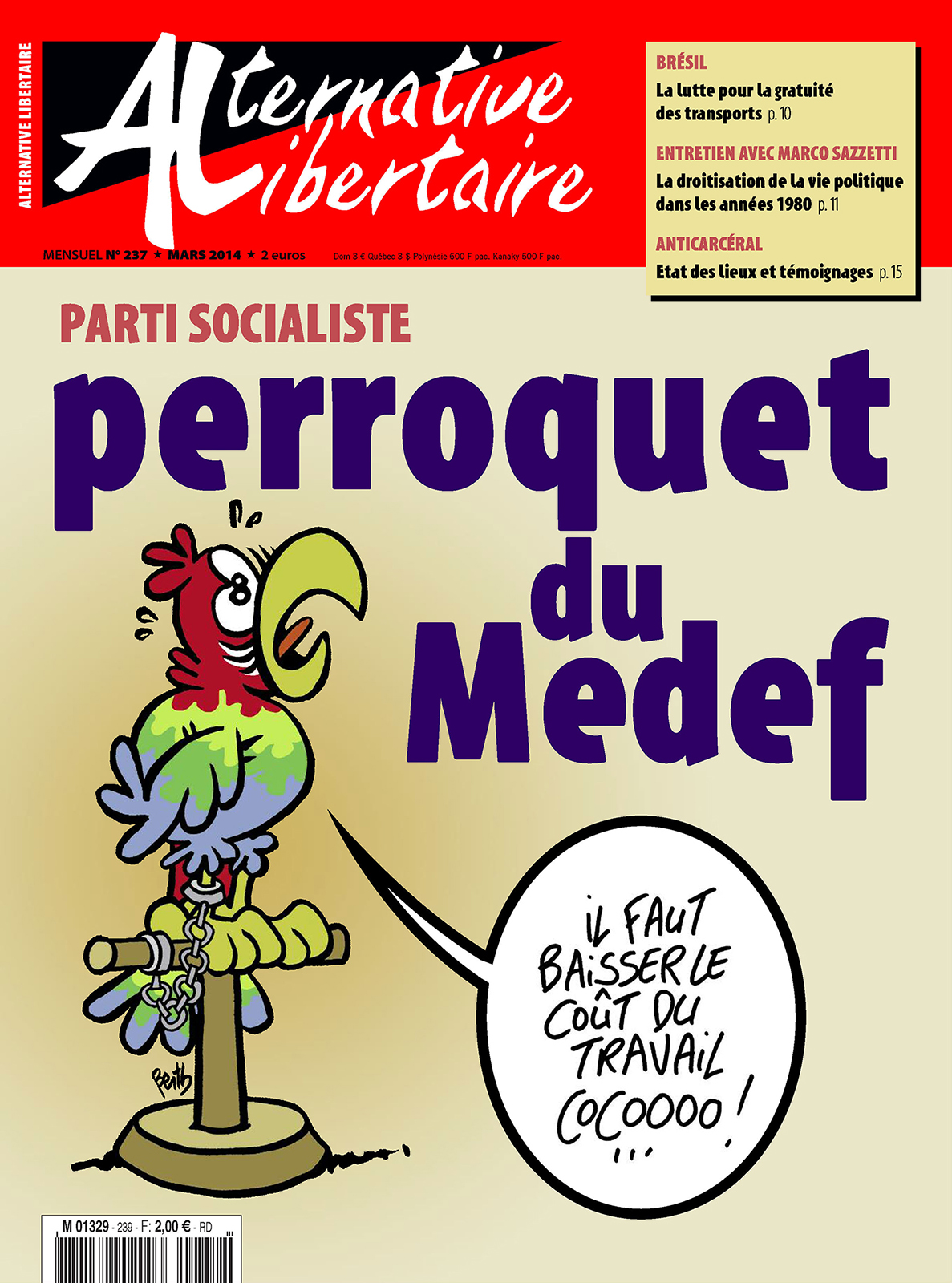
Numéro de mars 2014.
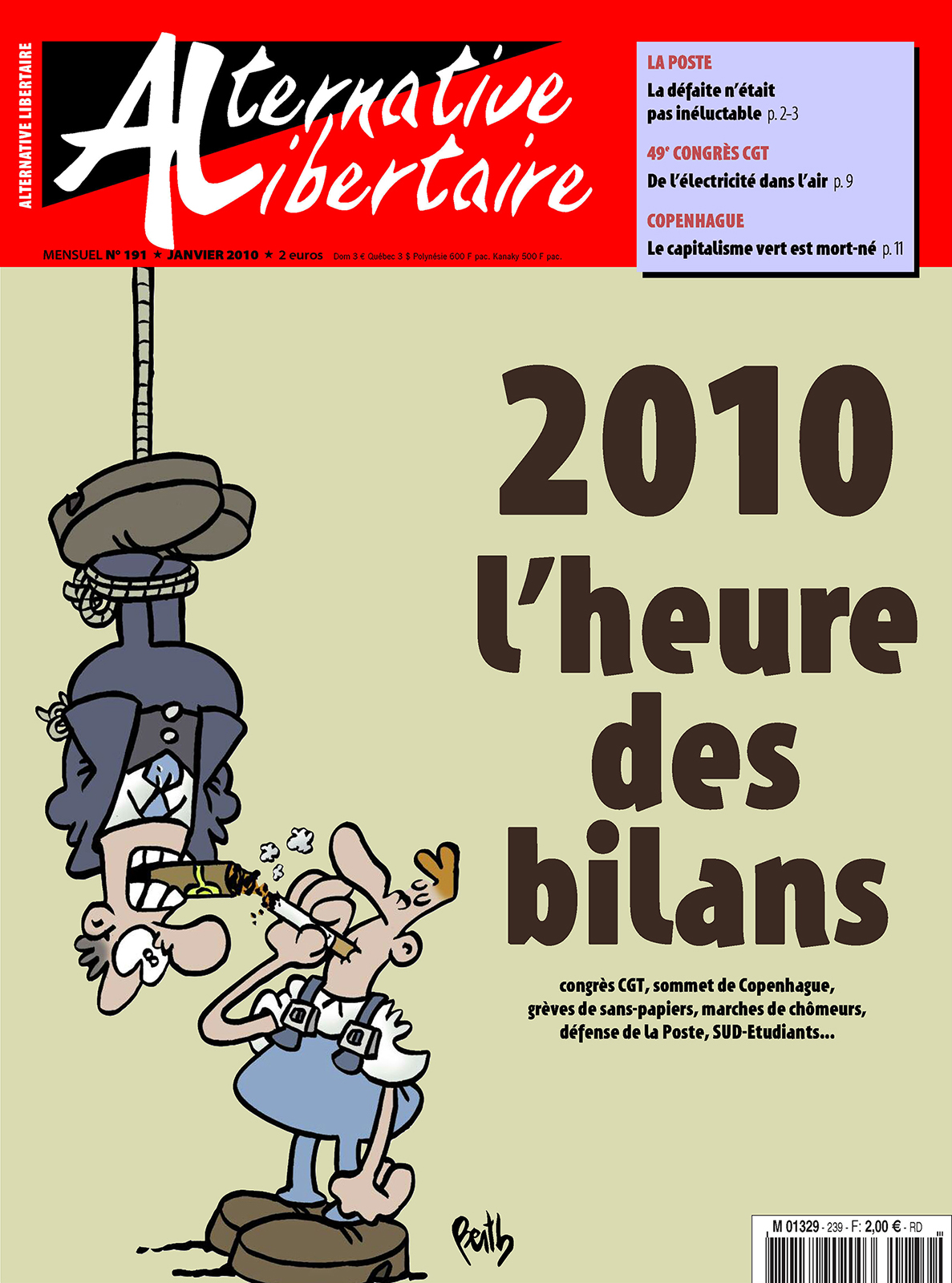
Numéro de janvier 2016.
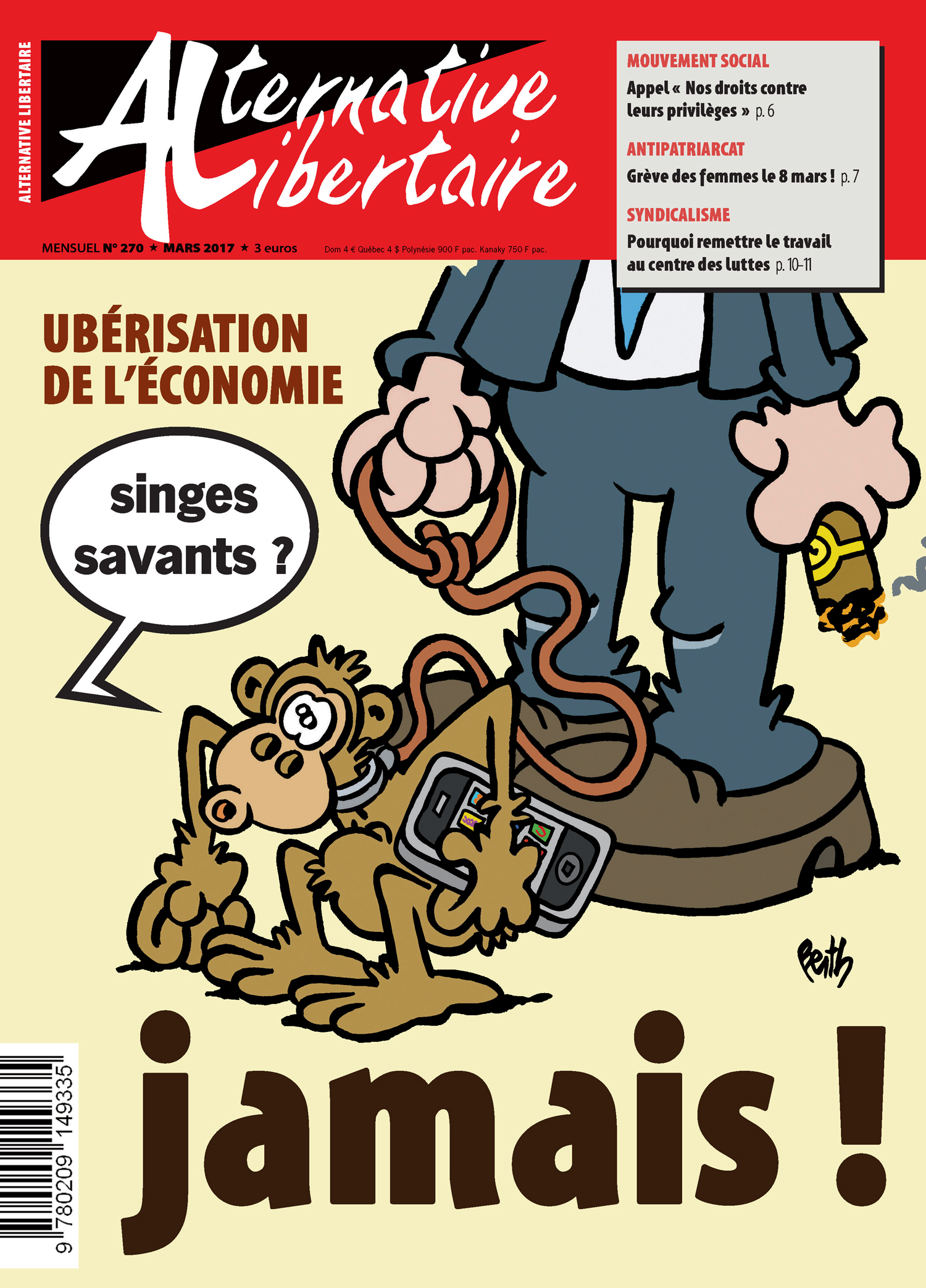
Numéro de mars 2017.